# Basketbola klubs Ventspils
Il B.K. Ventspils è una società cestistica avente sede a Ventspils, in Lettonia. Fondata nel 1994, gioca nel campionato lettone.
Disputa le partite interne nella Ventspils Nafta Hall, che ha una capacità di 3.085 spettatori.

## Roster 2020-2021
Aggiornato al 9 ottobre 2020.
|    | Naz.                   | Ruolo | Sportivo          | Anno | Alt. | Peso | Note |
| -- | ---------------------- | ----- | ----------------- | ---- | ---- | ---- | ---- |
| 0  | Stati Uniti (bandiera) | PG    | Cameron Rundles   | 1988 | 188  | 80   |      |
| 1  | Lettonia (bandiera)    | G     | Kristiāns Šulcs   | 2002 | 194  | 88   |      |
| 2  | Lettonia (bandiera)    | G     | Artūrs Ausējs     | 1990 | 193  | 93   |      |
| 4  | Lettonia (bandiera)    | P     | Ričards Vitoļskis | 2001 | 185  | 82   |      |
| 9  | Lettonia (bandiera)    | GA    | Reinis Krūmiņš    | 2000 | 198  | 98   |      |
| 10 | Lettonia (bandiera)    | G     | Kristaps Mediss   | 1989 | 188  | 90   |      |
| 13 | Lettonia (bandiera)    | AG    | Māris Gulbis      | 1985 | 200  | 103  |      |
| 15 | Lettonia (bandiera)    | C     | Ralfs Lācis       | 2000 | 206  | 112  |      |
| 20 | Lettonia (bandiera)    | P     | Edgars Borherts   | 2002 | 188  | 81   |      |
| 22 | Stati Uniti (bandiera) | AC    | Chris Coffey      | 1997 | 201  | 95   |      |
| 23 | Lettonia (bandiera)    | G     | Dāvis Ozers       | 2004 | 193  | 88   |      |
| 31 | Lettonia (bandiera)    | G     | Dāvids Vīksne     | 2000 | 195  | 93   |      |
| 33 | Lettonia (bandiera)    | C     | Andrejs Šeļakovs  | 1988 | 210  | 113  |      |
| 35 | Lettonia (bandiera)    | G     | Kristaps Ķilps    | 2001 | 195  | 87   |      |

### Staff tecnico
| Allenatore: | Gints Fogels    |
| Assistenti: | Andris Gūtmanis |

## Palmarès
- Campionato lettone: 10

1999-00, 2000-01, 2001-02, 2002-03, 2003-04, 2004-05, 2005-06, 2008-09, 2013-14, 2017-18
- Lega Baltica: 1

2012-2013
- Lega Lettone-Estone: 1

2018-2019